# Styx (Marte)
Styx  è una caratteristica di albedo della superficie di Marte.